# Universidad de Artes, Ciencias y Comunicación
Universidad de Artes, Ciencias y Comunicación – prywatna uczelnia w Chile, zlokalizowana w Santiago. 